# Brecong
Brecong is een bestuurslaag in het regentschap Kebumen van de provincie Midden-Java, Indonesië. Brecong telt 3964 inwoners (volkstelling 2010).